# McKinley (rivière)
Pour les articles homonymes, voir McKinley.
La rivière McKinley est un cours d'eau d'Alaska, aux États-Unis située dans la Région de recensement de Yukon-Koyukuk. C'est un affluent de la rivière Kantishna, elle-même affluent de la rivière Tanana, laquelle se jette dans le  fleuve Yukon.

## Description
Longue de 58 milles (93 km), elle coule en direction du nord-ouest, rejoint la rivière Birch Creek et se jette dans la rivière Kantishna à 23 milles (37 km) à l'est de Lake Minchumina.
Elle a été référencée en 1905 sur une carte des champs aurifères de Kantishna, par un prospecteur, A. Friedrich.

## Sources
- (en) « McKinley (rivière) », Geographic Names Information System